# Березняки (Лубенський район)
Березняки́ — село в Україні, у Хорольській міській громаді Лубенського району Полтавської області. Населення становить 884 особи. До 2020 орган місцевого самоврядування - Березняківська сільська рада.

## Географія
Село Березняки знаходиться на лівому березі річки Сула при впадінні її притоки Рудка, вище за течією на відстані 2,5 км розташоване село Тарасівка, нижче за течією на відстані 1,5 км розташоване село Бурлаки, на протилежному березі — село Мацкова Лучка. Річка в цьому місці звивиста і утворює стариці (Крива) та заболочені озера.
Неподалік від села розташовані заповідні урочища: Круча, Княже, Громадський плав і Березняки.

## Походження назви
Село засноване козаками під назвою Острів, а згодом стало називатися Березняки. Назву «березняки» виводять по-різному. Одні вважають, що етимологія цього слова походить від топоніміки природи краю, а саме дерева — «берези» (порівняльні українські назви Бересточ, Березоточа, Березова Рудка, Березова Лука, Березова Балка, Березин (Березівка).
Так Іван Григорович Хоменко 1872 р.н., стверджує, що "один з перших поселенців села, Береза, посадив навколо свого дворища великий кущ беріз, які дуже розрослися і його двір був як у березовому ліску. Звідси і прозвали його «березняк», тобто той, що живе у березах, а потім і усе поселення «Березняки». Імовірність походження назви села від назви дерева — «берези» не виключена, бо відомо, що саме в цей період на узбережжі річки Сули росли берези і клени, з яких збирали сік, про що свідчать назви заснованих в цей період поселень: Бересточ, Березоточа, хутір Березин (нині село Березівка Лубенського району). Ймовірно топонім «березняки» міг утворитися від назви іншого дерева «береста», який мав найбільше поширення на території села. На користь цієї версії знаходимо підтвердження на Генеральній карті військових дій Французько-російської війни 1812 року, де Березняки значаться як Бересняхи.
Є ще перекази, що тут був пан Березовський, інший же свідчить, що полковник Березняк женив тут сина і від них пішла назва села. Але можливість виникнення назви «березняки» від цих, двох останніх, розповідей мала, оскільки ніде в тогочасних і пізніших переписах і згадках документально такі прізвища не зафіксовано.
Мусієнко Г. А., Нелін І. М. та більшість жителів села етимологію слова «березняки» виводять із топоніміки природничо-географічних умов, а саме від «берега» (порівняльне українське: Бережний від кореня «берег-»).
Жителів сіл, які жили на березі, у народі називали «бережаками», тобто ті, що живуть на березі. Тому цілком імовірно, що з часом слово «бережани» чи «бережаки», як називали поселенців на р. Грибисі «острівняки», а точніше буквосполучення -жа під впливом мовно-етнічних особливостей краю трансформувалося в -гня, -жня, -зня, («берегняки», «бережняки», «березняки»). Так жителі села стали називатися «березняки», а згодом від них і саме село «Березняками».

## Історія
Засноване козаками у XVII ст., і входило до Лукімської сотні Лубенського полку, хоча за описом Київського намісництва 1781 р., було приписаним до 2-ї Лубенської сотні.
1754 р. побудовано дерев'яну церкву.
Після ліквідації полково-сотенного устрою Березняки — село Хорольського повіту Київського намісництва. 1787 р. тут налічувалося 559 душ-козаків, селян і підданих Григорія Кулябки, бунчукового товариша Гаврила і його брата Матвія Хилчевських, військового товариша Мусія Семенова.
1800-го біля Березняків Безбородько побудував греблю, на якій поставив два водяних млини.

### ХІХ століття
У 19 ст. село було у складі Хорольського повіту Полтавської губернії.
Станом на 1885 рік Березняки входило доПокровсько-Багацької волості Хорольського повіту. На той час в селі нараховувалось 242 двори, у яких проживало 1250 жителів . 
У 1888 році, у Березняках, на повороті з Лубенсько-Горошинської дороги на Гузир була збудована земська школа. До цього в Березняках була лише церковно-приходська школа, розташована за 100 сажнів на південний захід від збудованої в 1903–1904 роках Покровської церкви, де після її закриття була садиба Маюренка Григорія Яковича, а в 90-х роках XX століття збудовано дачний будинок.
Частими були й пожежі. Так, у 1892 році пожежа, що почалася на Замості, на місці, де в 60-90-х XX століття роках була садиба Казанкових, вузькою смугою, 75-110 сажнів, пронеслася через все село до Грибихи, повністю знищивши 70 дворів, і човни які були на березі. В цій же пожежі згоріла і збудована в 1754 році дерев'яна церква на Гузирі, біля якої вціліла лише збудована з цегли каплиця.
Панові Іваницькому, який в кінці XIX, на початку XX ст. був сенатором у Петербурзі, крім економії в с. Мацківці Лубенського району, де був управитель, належала гребля з водяними млинами на Грибисі, та родючі ґрунти на схід від Березняків.

### ХХ століття
В 1903 році в селі було розпочато будівництво церкви, а через рік, 14 жовтня за н.с. 1904 року в Березняках було освячено дерев'яну церкву Покрови Пресвятої Богородиці, замість згорілої церкви на Гузирі.
Кількість населення в Березняках швидко зростала. На 1904 рік в селі мешкало уже 1799 чоловіків і 1816 жінок, тобто 3615 чоловік, проти 2083 жителів на час земського перепису по господарській статистиці 1885 року.
У 1905 р. відбувся виступ селян, який був придушений військовою силою.
Кількість населення в Березняках швидко зростала. За матеріалами ревізії Полтавської губернії, яка була проведена в 1910 році, у Березняках налічувалося 446 дворів, де проживало 2706 жителів.
Під час Визвольних змагань влада у селі змінювалась декілька разів.
В 1918 році, під час весняної повені, через те, що не були відкриті заставки, сильні потоки води зруйнували дерев'яну греблю на Грибисі.
З 7 березня 1923 року Березняки ввійшли до новоствореного Ленінського району (з 1930-х років Покровсько-Багачанський район) Лубенського округу.
В 1925 році в Березняківську сільську раду входило 5 населених пунктів, 4118,59 десятин землі (ріллі — 2623,09 десятин, під садибами — 277,86 десятин, іншої — 387,85 десятин, сінокосу заливного — 662,94 десятини, не заливного — 66,85 десятин).
Під озимими посівами було зайнято 970,92 десятини, під ярими — 1109,86 десятин. Разом посіву в 1925 році було 2080,78 десятин.
В сільраді було 773 господарства, у яких мешкало 4029 осіб, з яких 1989 чоловіків і 2040 жінок. Працездатних проживало — 2641 осіб.
По всій Березняківській сільраді в 1925 році нараховувалося 448 коней, 227 волів, 670 корів — тобто 1345 голів великої рогатої худоби та 1413 овець, 332 свиней.
У всіх господарствах було 320 плугів, 590 дерев'яних борін, 20 залізних борін, 250 рал, котків дерев'яних 125, культиваторів — 3, плугів трьохлемішних — 2, сівалок — 120, бричок — 5, возів — 600, бурякорізок — 4, соломорізок — 5.
Серед 4029 душ населення бідняків було — 1949, середняків — 1680, заможних — 370.
Із 733 господарств безкінних було 229, інвентаря не мали 280 господарств, забезпеченість землею була досить хорошою — 1 десятина на їдця.
На території Березняківської сільської ради нараховувалось 42 вітрові млини, 1 паровий, 1 водяний, 6 кузень.
Із усіх хат Березняківської сільради в 1925 році під залізним дахом було лише 12, під черепицею — 4, а всі інші під соломою та очеретом. Таке ж покриття було і в сараїв, із 496 сараїв під залізом також: було лише 4. В сільраді налічувалося також 60 комор, 439 клунь, 800 інших будівель. Всіх будівель в сільраді того року було 2399.
В сільраді ще було 455 осіб неписьменних: 295 жінок та 160 чоловіків. За 4 місяці наступного 1926 року в Березняківській сільраді народилася 51 дитина: 33 хлопчики і 18 дівчаток, а померло 17 жителів. За чотири місяці було зареєстровано 7 шлюбів і 4 розлучення.
У 1926 році було господарств — 624. Проживало населення 3277 чол. Входили населені пункти: Березняки село, хутори Бурлачин, Гавриленків, Костянтинівка, Кочурин Острів.
23 січня 1930 року в Харкові, який на той час був столицею України, ЦК ВКП(б)У ухвалив постанову про заходи проти куркульства. У відгук на заклик партії активісти Березняківської сільської ради і комнезаму запропонували радянським органам вислати за межі України найзаможніших березняківських селян: Кузьму Прокопа Д., Антоненка Федора І., Антоненка І. І., Ляшенка Степана Т., Стуса Кузьму Федоровича, Кузуба Миколу Ф., а їхні землі передати створюваним колгоспам. Крім них в селі ще були розкуркулені: Хоменко Іван Сергійович, Федорець Грицько Антонович, Сацький Андрій та Іван, Гусинський Іван, Гусинський Федір, та багато інших заможних селян, які не хотіли вступати в колгоспи…
В 1930 році Березняківська початкова школа стала семирічною.
Артіль імені 13-річчя РСЧА мала 265 десятин землі, 16 пар коней, 9 пар волів, 15 шт. свиней, 15 плугів, 5 сівалок, 7 борін, 6 возів. Таке було перше спільне майно колгоспників. У 1931 році за гарні досягнення в роботі артілі імені 13 річчя РСЧА була премійована сільськогосподарським реманентом: 3 боронами і кукурудзодробаркою.
Тижнів через два після організації артілі імені 13-річчя РСЧА у селі була організована і друга артіль «Своя праця».
В 1932 році у Березняках, недалеко від збудованої у 1888 році земської школи, розпочато будівництво нової школи.
У кінці 1932 дві артілі об'єдналися у колгосп «9 Січня».
На кінець 1934 року, у результаті завершення суцільної колективізації, колгосп «9 Січня» став дуже великий і на початку 1935 року колгосп «9 Січня» був розукрупнений на два господарства уже під новими назвами. Колгосп імені Кірова очолив колишній червоний партизан Мірошниченко Кузьма Максимович, який до цього, з 1933 року, працював головою Березняківської сільської ради. А колгосп ім. Куйбишева очолив Бондар Пилип Михайлович.
В 1935 році Березняки ввійшли до знову створеного Покровобагачанського району Харківської області.
В 1937 році церква Покрови Пресвятої Богородиці була закрита, а три куполи її звалені. З цього ж: року в приміщенні церкви був розміщений сільський клуб.
22 вересня 1937 року Покровобагачанський район, на території якого знаходилися і Березняки, увійшов до новоутвореної Полтавської області.
В 1940 році колгосп імені Кірова мав: 200 коней, 150 волів, 50 корів, 40 сівалок, одну автомашину. В колгоспі було збудовано водяний млин (на паях ним володіли колгосп імені Кірова і колгосп імені Куйбишева, пізніше був розібраний в 60-х роках), артезіанський колодязь. Прибутки від господарської діяльності за 1940 рік склали значну суму: від рільництва — 95 160 крб.,
від тваринництва — 37 412крб.,
від рибальства — 2 206 крб.,
заробітки на стороні — 14 121.,
інші грошові доходи — 18 159.,
процент в банку — 6 975 крб.
Під час Німецько-радянської війни у Березняках діяла підпільна група. Її учасники загинули 1942 р. Всього за час окупації з Березняків (13.ІХ 1941 — 19.ІХ 1943 рр.) до Німеччини було вивезено 208 осіб, у тому числі 9 осіб, що не мали 16 років.
Поспішно відступаючи під натиском Радянської Армії на Мусіївку, німці залишили село Березняки в ніч з 18 вересня на 19 вересня 1943 року, підірвали хату Толошного Петра Григоровича з боєприпасами, спалили колгоспні сараї, які вже були порожні, у колишньому колгоспі імені Кірова і скирти хліба в колгоспі імені Куйбишева, зірвали причеп із боєприпасами біля школи, пошкодивши її половину, і зірвали всі мости до села.
Ранком 19 вересня 1943 року частини 218 Ромоданівської стрілецької дивізії без бою вступила у центр села з боку с. Тарасівки. Все доросле населення Березняків у день вступу Радянської Армії у село вийшло на відбудову зірваного поліцаями та німцями моста на Замості і переправи на Острів. Цим самим військова частина перейшла на правий берег Сули, використавши незірваний міст с. Лучки і зайшла у вигідне стратегічне положення, що сприяло швидкому просуванню дивізії на Черкаси. 20 вересня з боку Покровської Багачки в село ввійшли частини стрілецького корпусу генерала Латишева. Але при проходженні обозу через урочище Місток, біля Березняків, підірвалися на міні і загинуло чотири радянських воїни, а серед них капітан Кулагін Михайло, лейтенант Протовчанський Яків Іванович, рядовий Михайлов, рядовий Коробков, які були поховані на сільських кладовищах.
Станом на 1946 рік до Березняківської сільської ради Покровобагачанського району входили також хутори Бурлаки і Дації .
29 червня 1950 року обидва березняківських колгоспи (ім. Куйбишева та ім. Кірова) об'єдналися в колгосп імені Хрущова.
В 1950 році було розпочато будівництво цегельного заводу, а ще через деякий час, у червні 1952 року перші 40 тисяч штук цегли були випалені на власному артільному заводі.
4 січня 1957 року Покровобагачанський район ліквідовано, у зв'язку з чим село Березняки віднесено до Хорольського району, а артіль імені Хрущова перейменовано в колгосп імені Першого Травня.
На 1958 рік колгосп імені Першого Травня був багатогалузевим, який мав 3984 гектари землі, з яких орної — 2203 га, заливних боліт — 581 га, природних сіножатей — 348 га, лісосмуг — 22 га, садів — 7 га. На фермах утримувалося 811 голів ВРХ, з яких корів — 240, свиней — 583, овець — 466.
В 1961 році, одним з перших в Хорольському районі, у Березняках, було збудовано і відкрито Сільський Будинок Культури, першим завідувачем якого став Кочура Іван Петрович.
В 1965 році трактор «Універсал-2» було встановлено на почесне місце біля сільського Будинку культури.
В 1967 році до 50-річчя Жовтневого перевороту у селі Березняки біля пам'ятника Загиблим Воїнам було відкрито Меморіал загиблим односельчанам, а поряд із сільським Будинком культури пам'ятник В. І. Леніну.
В 1970 році найвищої нагороди країни — ордена Леніна удостоєна трактористка Кузуб Марія, яка після закінчення курсів Марія Григорівна працювала на тракторі «Універсал-2», що був з перших, випущених [[Харківський тракторний завод[|Харківським тракторним заводом]].
В 1972 році трактор «Універсал», на якому працювала М. Г. Кузуб, а згодом Семенець Іван Андрійович, за вказівкою районних партійних органів, із Березняків, було перенесено на п'єдестал перед Хорольською райсільгосптехнікою.
На 1 січня 1985 року в Березняках проживало 1 204 жителів.
У листопаді 1992 року колгосп імені Першого Травня було реорганізовано в колективне сільськогосподарське підприємство (ксп) імені Першого Травня.
В 1994 році жителі села відзначали 90-ліття церкви Покрови Пресвятої Богородиці, яка була освячена в 1904 році.
В квітні 1997 року житель села Березняки Кишка Олександр Васильович, в орендованому приміщені аптеки, відкрив приватну «Крамницю».
У квітні 2000 року на території Березняківської с/р було зареєстровано чотири фермерських господарства: СФГ «Урожай» — Кишка О. В. — 22,89 га, «Сула» — Сугак Г. М. — 22 га, СФГ «Хліб» — Бондар І. В. — 22,95 га, СФГ «Земля» Криворучко В.А — 22,6 га.
25 червня 2000 року після влучання кульової блискавки в купол згоріла церква Покрови Пресвятої Богородиці (1904).
У 2003 році головою правління ВСК «Перше травня» було обрано Криворучка В. А.
12 червня 2020 року, відповідно до розпорядження Кабінету Міністрів України № 721-р «Про визначення адміністративних центрів та затвердження територій територіальних громад Полтавської області», село увійшло до складу Хорольської міської громади..
19 липня 2020 року, в результаті адміністративно - територіальної реформи та ліквідації Хорольського району, село увійшло до складу новоутвореного Лубенського району.

## Відомі уродженц Березняків
- Онищенко Борис Григорович — заслужений майстер спорту, чемпіон світу з сучасного п'ятиборства 1969,1972 років та Олімпійський чемпіон (Мюнхен 1972).
- Похвала Олексій Віталійович — український співак, Заслужений артист України.
- Пуденко Григорій Іванович — голова Полтавського облвиконкому.
- Шелудько Михайло Григорович — заступник командувача Національної гвардії України, генерал-майор.

## Сьогодення
Нині у селі — СВК «Перше травня» (м'ясо-молочного і зернового напряму, техн. культури), три фермерських господарства СФГ «Урожай», СФГ «Хліб», СФГ «Земля». Будинок культури (на 400 місць), середня школа, лікарня, церква, Будинок побуту, бібліотека, відділення зв'язку. Архітектурна пам'ятка — Покровська церква. 1956 встановлено надгробок на братській могилі радянських воїнів які загинули 1943 при визволені села. Пам'ятник В. І. Леніну (1967), воїнам-односельцям, що полягли під час Німецько-радянської війни. 1860 р. біля села знайдено ливарну форму для виготовлення серпа зрубної культури (до на н. е. — 15 ст.), експонується у Полтавському краєзнавчому музеї.

## Політика

### Парламентські вибори, 2019
На позачергових парламентських виборах 2019 року у селі функціонувала окрема виборча дільниця № 530873, розташована у приміщенні будинку культури.
Результати
- зареєстровано 482 виборці, явка 60,79%, найбільше голосів віддано за «Слугу народу» — 50,51%, за Всеукраїнське об'єднання «Батьківщина» — 18,77%, за Радикальну партію Олега Ляшка — 9,90%.[8] В одномандатному окрузі найбільше голосів отримав Фахраддін Мухтаров (самовисування) — 44,33%, за Анастасію Ляшенко (Слуга народу) — 21,31%, за Олексія Баганця (Всеукраїнське об'єднання «Батьківщина») — 12,03%[9].